# 德木其格扎布·莫洛木扎木茨
德木其格扎布·莫洛木扎木茨（1951年—）蒙古国人，蒙古国银行家、政治人物。

## 生平
莫洛姆扎木茨曾经担任蒙古国财政部部长。1992年至1996年，担任蒙古银行行长，蒙古银行是蒙古国的中央银行。
2009年1月8日，勒哈纳苏伦·普日布道尔吉被任命为蒙古银行行长，接替阿拉格·巴特苏赫。蒙古国中央银行法规定，国家大呼拉尔发言人负责提名该职位候选人。发言人达木丁·登贝尔勒提名了两位候选人，一位是普日布道尔吉，另一位就是前蒙古银行行长和财政部长莫洛姆扎木茨，经过表决，普日布道尔吉获得19票，比莫洛姆扎木茨多两票。